# بات مور
بات مور (1931 - ) (بالإنجليزية: Pat Moore)‏ هي لاعبة كريكت نيوزلندية. شاركت مع منتخب نيوزيلندا الوطني للكريكت.

## وصلات خارجية
- بات مور على موقع إي آس بي آن كريك إنفو (الإنجليزية)